# Società Sportiva Pro Ponte 1940-1941
Questa voce raccoglie le informazioni riguardanti la Società Sportiva Pro Ponte nelle competizioni ufficiali della stagione 1940-1941.

## Rosa
| N. |                   | Ruolo | Calciatore        |
| -- | ----------------- | ----- | ----------------- |
|    | Italia (bandiera) | D     | A. Adobati        |
|    | Italia (bandiera) | D     | Arnaldo Benigni   |
|    | Italia (bandiera) | A     | G. Bertollo       |
|    | Italia (bandiera) | A     | Aimo Boscarolo    |
|    | Italia (bandiera) | A     | C. Busatto        |
|    | Italia (bandiera) | D     | Giuseppe Cagnoni  |
|    | Italia (bandiera) | C     | Costante Ceresoli |
|    | Italia (bandiera) | D     | Giuseppe Cicolari |
|    | Italia (bandiera) | C     | Raffaele Corbetta |
|    | Italia (bandiera) | P     | Armando Fiorini   |
|    | Italia (bandiera) | C     | Luigi Fosti       |
|    | Italia (bandiera) | C     | Primo Fracassetti |
|    | Italia (bandiera) | D     | P. Gambirasio     |

| N. |                   | Ruolo | Calciatore       |
| -- | ----------------- | ----- | ---------------- |
|    | Italia (bandiera) | C     | Giuseppe Guerini |
|    | Italia (bandiera) | A     | Angelo Messi     |
|    | Italia (bandiera) | P     | Pietro Mora      |
|    | Italia (bandiera) | A     | C. Pandolfi      |
|    | Italia (bandiera) | D     | Bruno Raimondi   |
|    | Italia (bandiera) | C     | L. Roncelli      |
|    | Italia (bandiera) | D     | Clemente Sana    |
|    | Italia (bandiera) | P     | Pietro Sfradini  |
|    | Italia (bandiera) | A     | Guido Tavellin   |
|    | Italia (bandiera) | A     | Bruno Torriani   |
|    | Italia (bandiera) | D     | Angelo Tosi      |
|    | Italia (bandiera) | D     | Eugenio Zordan   |